# 帕拉代斯 (密蘇里州)
帕拉代斯（英語：Paradise）是位於美國密蘇里州克萊縣的普查規定居民點。

## 歷史
帕拉代斯的郵局於1858年設立，其後於1907年停運。

## 人口
根據2020年美國人口普查的數據，帕拉代斯的面積為1.03平方千米，皆為陸地。當地共有人口75人，而人口密度為每平方千米72.82人。